# Boston Pops Orchestra
La Boston Pops Orchestra (abreviament Boston Pops) és una orquestra simfònica amb seu a Boston, Massachusetts, que interpreta principalment música clàssica i popular lleugera. Va ser fundada el 1885 com a branca de l'Orquestra Simfònica de Boston, que tenia quatre anys més. Encara avui, la majoria dels músics dels Boston Pops també són membres de l'Orquestra Simfònica de Boston. L'orquestra té el seu nom actual des de 1900.

## Història
L'11 de juliol de 1885, els Boston Pops, dirigits per Adolf Neuendorff, van donar el seu primer concert al "Boston Music Hall".
Després que els directors dels Boston Pops canviessin amb freqüència en les primeres dècades, Arthur Fiedler es va fer càrrec de la direcció de l'orquestra el 1930, un càrrec que ocuparia durant gairebé 50 anys fins a la seva mort. El 1965, els Boston Pops van gravar la música de pel·lícula per a Ship of Fools composta per Ernest Gold. Sota l'egida de Fiedler, els Boston Pops van aconseguir una gran popularitat. En col·laboració amb RCA i Polydor, es van vendre uns 50 milions de discos. Al voltant de 400.000 persones van assistir a un concert a Boston el 4 de juliol de 1976 per commemorar el 200è aniversari de la Declaració d'Independència dels Estats Units.
Arthur Fiedler va ser succeït pel guanyador de múltiples Oscars John Williams el 1980. També es van gravar nombrosos CD sota la direcció de Williams. Després de la seva jubilació a finals de 1993, Williams va ser nomenat director honorari.
El 1993, Keith Lockhart va assumir la direcció dels Boston Pops. Sota el seu lideratge, els Boston Pops van fer 1.800 concerts, la majoria a Boston, però també a 35 estats dels EUA així com al Japó i Corea. Els Boston Pops també van actuar en esdeveniments esportius importants, com el Super Bowl XXXVI el 2002, les Finals de l'NBA el 2008 i diversos esdeveniments de Boston Red Sox. Els Boston Pops també van gravar vuit àlbums, dos dels quals van ser nominats per als Grammy.

## Directors musicals i caps d'orquestra
- 1885 : 1887-1889: Adolf Neuendorff
- 1886 : John C. Mullaly
- 1887 : Wilhelm Rietzel
- 1888 : Franz Kneisel
- 1891 : Eugen Gurenberg
- 1891-1894 ; 1903-1907 : Timothee Adamowski
- 1895 : Antonio de Novellis
- 1896-1902 ; 1906-1907 : Max Zach
- 1897 : Léon Schulz
- 1908-1909 : Arthur Kautzenbach
- 1909-1917 : André Maquarre
- 1913-1916 : Clément Lenom
- 1913-1916 : Otto Urach
- 1915-1916 : Ernst Schmidt
- 1916 : Josef Pasternack
- 1917-1926 : Agide A. Jacchia
- 1927-1929 : Alfredo Casella
- 1930-1979 : Arthur Fiedler
- 1955-1999 : Harry Ellis Dickson (Cap Adjunt)
- 1980-1993 : John Williams (Cap nomenat, 1995-present)
- 1995–présent : Keith Lockhart
- 2002-2006 : Bruce Hangen (principal director convidat)